# Вілер (округ, Орегон)
Шаблон:StateAbbr_ 44°44′ пн. ш. 120°01′ зх. д. / 44.73° пн. ш. 120.02° зх. д.
Округ  Вілер (англ. Wheeler County) — округ (графство) у штаті  Орегон, США. Ідентифікатор округу 41069.

## Історія
Округ утворений 1899 року.

## Демографія
За даними перепису 
2000 року 
загальне населення округу становило 1547 осіб, усе сільське.
Серед мешканців округу чоловіків було 782, а жінок — 765. В окрузі було 653 домогосподарства, 445 родин, які мешкали в 842 будинках.
Середній розмір родини становив 2,76.
Віковий розподіл населення поданий у таблиці:
| Стать    | До 15 років | 15-21 | 22-29 | 30-39 | 40-49 | 50-65 | 65-85 | Понад 85 |
| -------- | ----------- | ----- | ----- | ----- | ----- | ----- | ----- | -------- |
| Чоловіки | 140         | 68    | 34    | 75    | 98    | 188   | 165   | 14       |
| Жінки    | 119         | 57    | 35    | 83    | 113   | 177   | 160   | 21       |

## Суміжні округи
- Ґільям — північ
- Марроу — північний схід
- Грант — схід
- Крук — південь
- Джефферсон — захід
- Васко — північний захід

## Виноски
1. ↑  U.S. Decennial Census. United States Census Bureau. Архів оригіналу за 4 квітня 2018. Процитовано 28 лютого 2015.
2. ↑  Historical Census Browser. University of Virginia Library. Архів оригіналу за 11 серпня 2012. Процитовано 28 лютого 2015.
3. ↑  Forstall, Richard L., ред. (27 березня 1995). Population of Counties by Decennial Census: 1900 to 1990. United States Census Bureau. Архів оригіналу за 19 лютого 2015. Процитовано 28 лютого 2015.
4. ↑  Census 2000 PHC-T-4. Ranking Tables for Counties: 1990 and 2000 (PDF). United States Census Bureau. 2 квітня 2001. Архів оригіналу (PDF) за 18 грудня 2014. Процитовано 28 лютого 2015.
5. ↑  State & County QuickFacts. United States Census Bureau. Архів оригіналу за 25 лютого 2016. Процитовано 15 листопада 2013.(англ.) Наведено за англійською вікіпедією.
6. ↑  American FactFinder. Бюро перепису населення США. Архів оригіналу за 26 лютого 2012. Процитовано 31 січня 2008.

| США | Це незавершена стаття з географії США. Ви можете допомогти проєкту, виправивши або дописавши її. |